# Tây Đơn

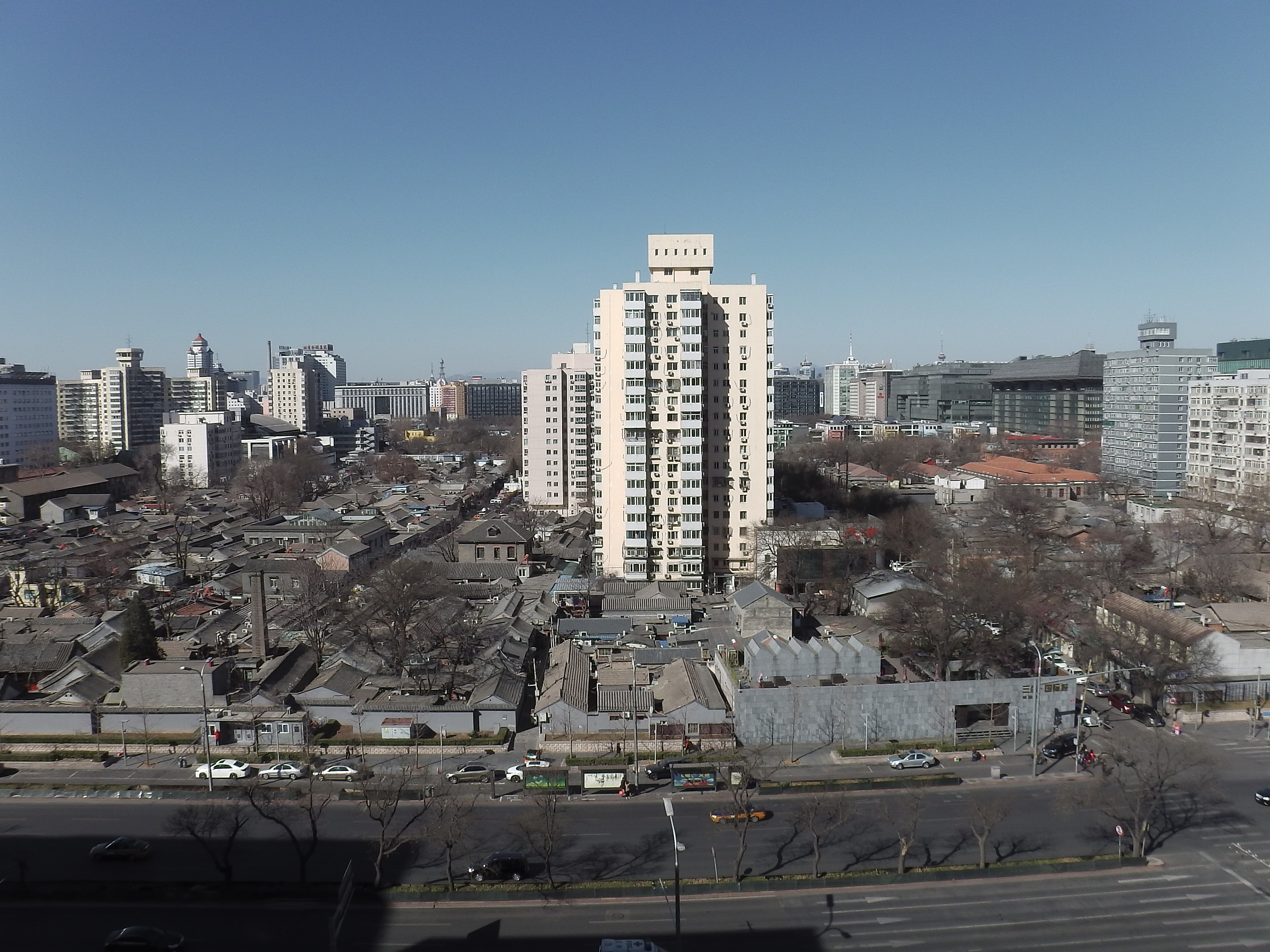
Tây Đơn tại Bắc Kinh

Tây Đơn (tiếng Trung: 西单; bính âm: Xīdān) là một khu vực thương mại truyền thống lớn tại Bắc Kinh, Trung Quốc. Tây Đơn có diện tích khoảng 80 hecta (197.7 mẫu) nằm ở quận Tây Thành.
Quảng trường văn hóa Tây Đơn, phố Bắc Tây Đơn cũng nhiều siêu thị và các cửa hàng hợp nhất thành quận thương mại Tây Đơn. Quảng trường văn hóa Tây Đơn là địa điểm tổ chức những sự kiện văn hóa lớn nhất tại trung tâm thành phố Bắc Kinh.

## Tên gọi
Tên gọi "Tây Đơn" (nghĩa đen là "Duy nhất ở phía Tây") xuất phát từ tên cổng làng tồn tại trên một trong những con phố tại đó. Trong ngữ cảnh này, cái tên "Tây Đơn" nằm chỉ cổng làng duy nhất (单) nằm ở phía tây (西) của thành phố. Những cổng làng gần đây đã được xây dựng lại và hiện có ở quảng trường văn hóa Tây Đơn.

## Lịch sử
Tây Đơn bắt đầu phát triển vào thời nhà Minh thành một khu vực giao thương cho các thương nhân từ Tây Nam Trung Quốc đến Bắc Kinh. Các cửa hàng và nhà hàng sau đó được xây dựng dành cho cho những thương gia. Cuối cùng khi vùng phía tây của thành phố trở thành khu vực cư trú cho công chức và viên chức, Tây Đơn cũng trở thành một khu vực thương mại. Ngoài ra đây còn là vị trí của một số cơ quan chính phủ khi Bắc Kinh dưới sự quản lý của Trung Hoa Dân quốc cũng giúp nền kinh tế của Tây Đơn tăng trưởng nhanh chóng.
Khu vực này bắt đầu trải qua sự tăng trưởng kinh tế nhanh vào thập niên 1950 khi dân cư Bắc Kinh bắt đầu di cư về phía Tây. Đến những năm 1970, Tây Đơn cùng Chính Dương Môn và Vương Phủ Tỉnh trở thành ba khu vực thương mại lớn tại Bắc Kinh. Hiện nay khu vực này nổi tiếng khắp Bắc Kinh là một trung tâm mua sắm. Nhiều khu mua sắm và các cửa hàng bán lẻ đều nằm trong Tây Đơn, trong đó lâu đời nhất là chi nhánh Trung Quốc một của cửa hàng Đài Loan mang thương hiệu Trung Hữu. Tại Tây Đơn còn có ngõ Linh Cảnh với chiều dài 32m, nơi được coi là hutong rộng nhất tại Bắc Kinh.